# Theyab Awana Stadium
Theyab Awana Stadium – stadion piłkarski w Dubaju, w Zjednoczonych Emiratach Arabskich. Obiekt może pomieścić 1500 widzów. Stadion jest nazwany imieniem Theyaba Awana. Na arenie odbywały się m.in. spotkania towarzyskie piłkarskich reprezentacji narodowych.